# Uganda National Liberation Army
L'Uganda National Liberation Army, ovvero l'Esercito di liberazione nazionale dell'Uganda, noto anche come UNLA, è il braccio militare dell'Uganda National Liberation Front (Fronte di liberazione nazionale dell'Uganda) o UNLF. L'UNLF fu formato dagli esiliati ugandesi nel 1970. Fu la forza ugandese che combatté accanto alla Tanzanian People's Defence Force (Forza di difesa del popolo tanzaniano, o TPDF) al fine di togliere il potere al regime di Idi Amin in Uganda, durante la guerra ugandese-tanzaniana.
Dopo il rovesciamento del governo di Amin l'11 aprile 1979, l'UNLA divenne l'esercito nazionale di Uganda finché non fu sconfitto il 25 gennaio 1986 dai guerriglieri del National Resistance Army (Esercito di resistenza nazionale, NRA) guidato da Yoweri Museveni, nel corso della prima guerra civile in Uganda.